# Bass-szoros
Az ausztráliai Bass-szoros (angolul Bass Strait) nyugatról az Indiai-óceánt köti össze az onnan keletre fekvő Tasman-tengerrel, amely a Csendes-óceán részét képzi. E tengerszoros az ausztráliai Victoria államot választja el a tőle délre fekvő Tasmaniától.
1797-ben fedezte fel George Bass.
A Bass-szoros szélessége 130 km és 240 km között van, megközelítőleg 300 km hosszú, átlagosan 50 méter mély. A szigetek száma meghaladja az ötvenet, amelyek közül a Tasmaniához tartozó King-sziget és a Flinders-sziget ahol állandó lakosság található.